# Рой Данбард Бріджес

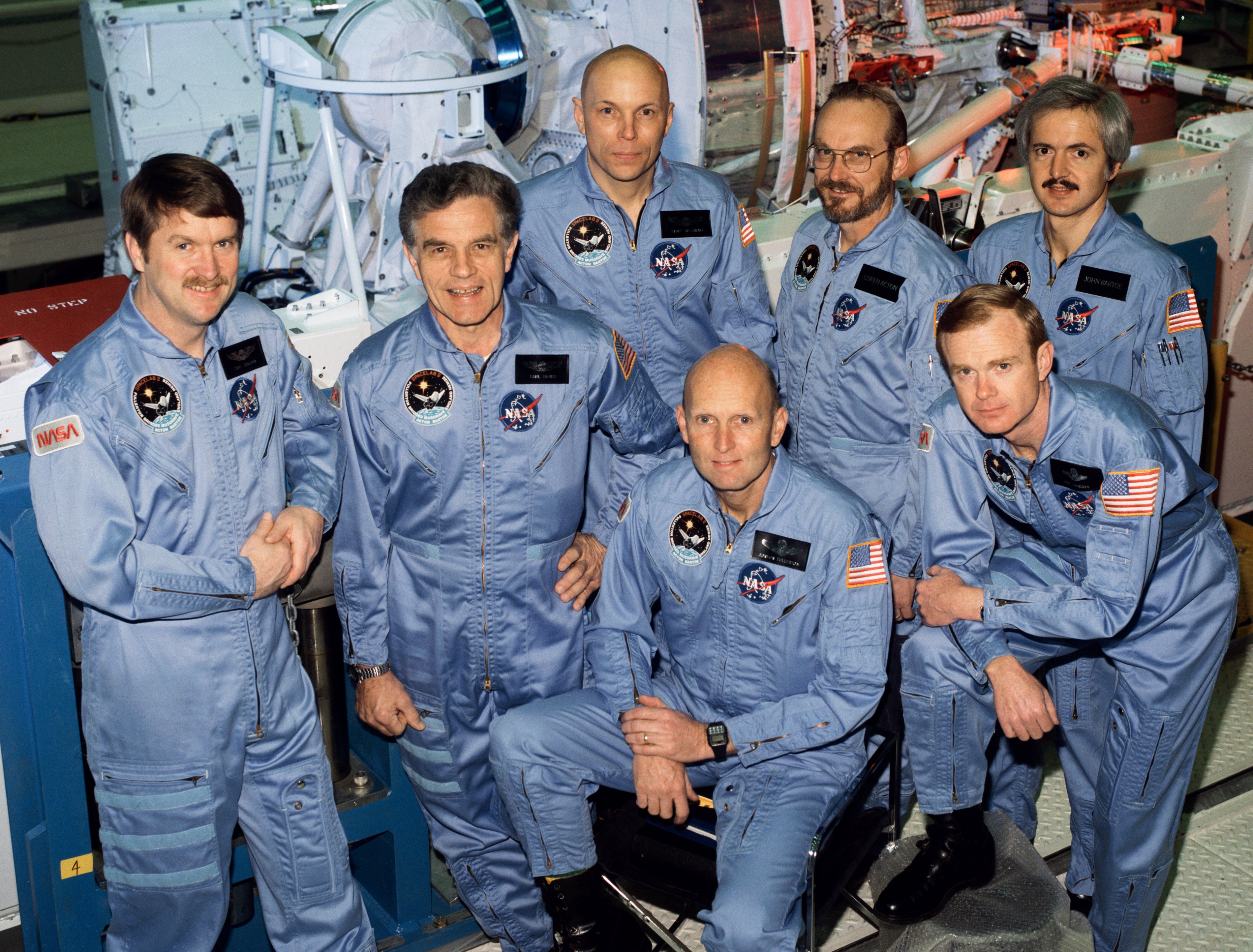
Зліва направо (сидять): Фуллертон, Бріджес, (стоять): Інгленд, Хенайз, Масгрейв, Ектон, Бартоу

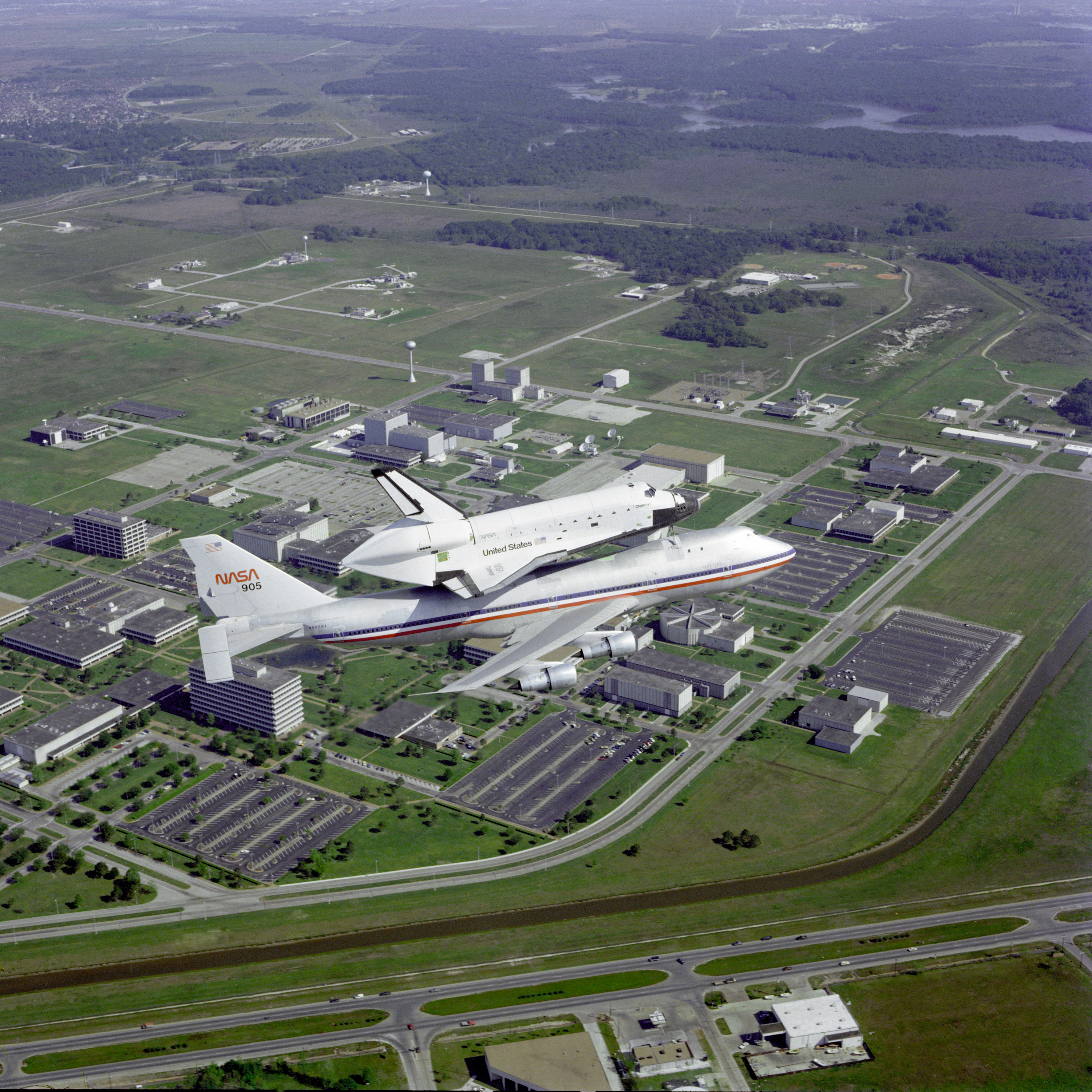
«Boeing 747» перевозить шаттл «Челленджер». Внизу — будівлі космічного центру ім. Ліндона Джонсона

Рой Данбард Бріджес (англ. Roy Dubard Bridges, Jr.; народився 19 липня 1943 року), Атланта, штат Джорджія, американський, астронавт НАСА. Генерал-майор ВВС США (на 1996 рік). Учасник одного польоту на «шатлі» — Челленджер — STS-51-F, провів у космосі 7 діб 22 години 46 хвилин 21 секунду.

## Ранні роки, освіта
Народився 19 липня 1943 року в місті Атланта, штат Джорджія. Закінчив школу в 1961 році у місті Гейнсвілл, штат Флорида, був активним учасником руху «Бойскаути Америки». Отримав ступінь бакалавра (1965) технічних наук у Військово-Повітряній Академії США і ступінь магістра (1966) з астронавтики в Університеті Пердью.

## Військова служба
- закінчив Школу льотчиків-випробувачів ВПС США (англ. USAF Test Pilot School). Пройшов навчання в Школі основної спеціальної підготовки (англ. The Basic School - TBS) і на Курсах підготовки офіцерів піхоти (англ. Infantry Officers Course - IOC) в Куантіко (англ. Quantico), штат Вірджинія (англ. Virginia). Після початкової льотної підготовки на базі в Пенсакола (англ. Pensacola), штат Флорида, пройшов додаткову подготоку на базі Бівіль (англ. Beeville) в Техасі.
- Був командиром 412-го випробувального авіакрила (англ. 412th Test Wing) на авіабазі Едвардс (Edwards AFB) в Каліфорнії.
- Командував Східним Ракетно-космічним Центром (англ. Eastern Space and Missile Center) на авіабазі Петрік (англ. Patrick AFB) у Флориді.
- Був заступником з випробувань і ресурсів Начальника штабу Командування систем озброєння ВПС (англ. Air Force Systems Command) на авіабазі Ендрюс (англ. Andrews AFB), штат Меріленд.
- Командував льотно-випробувальним Центром ВВС (англ. Air Force Flight Test Center) на авіабазі Едвардс (англ. Edwards AFB) в Каліфорнії.
- 1993 рік — червень — по липень 1996 служив начальником управління визначення потреб у штаб-квартирі командування матеріально-технічного забезпечення ВПС на авіабазі Райт-Паттерсон (англ. Wright-Patterson AFB), штат Огайо.
- У 1996 році вийшов у відставку в званні генерал-майора ВПС США.

## Космічна підготовка
У 1977 році Рой Бріджес став одним з 208 кандидатів в астронавти, фіналістом 8-го набору НАСА і його викликали в Космічний центр імені Ліндона Джонсона на тижневе медичне обстеження і співбесіду. У 1980 році він увійшов до 9-го набору астронавтів НАСА і почав проходити загальнокосмічну підготовку в Космічному центрі ім. Джонсона, по закінченні якої у 1981 році отримав кваліфікацію «пілот шатла» і призначення в Відділ астронавтів НАСА.

## Польоти в космос
Його перший і єдиний політ пройшов на шатлі Челленджер за програмою STS-51-F як пілот з 29 липня по 6 серпня 1985 року. Тривалість польоту шаттла — 7 діб 22 години 46 хвилин 21 секунда.

## Джерело
- Офіційна біографія НАСА [Архівовано 23 листопада 2013 у Wayback Machine.](англ.)